# بول كريمر
بول كريمر (بالإنجليزية: Paul Kremer)‏ هو رسام أمريكي، ولد في 2 يناير 1971 في شيكاغو في الولايات المتحدة.